# The Journal of Modern History
The Journal of Modern History est une revue scientifique américaine, éditée par la maison d'édition universitaire University of Chicago Press. 
Elle est spécialisée dans l'histoire politique, intellectuelle et culturelle de l'Europe.